# U-Turn (bài hát)
"U-Turn" là một ca khúc của nam ca sĩ người Mỹ Usher, được chọn làm đĩa đơn quốc tế thứ tư từ album phòng thu thứ ba của anh, 8701. "U-Turn" đã lọt vào Top 10 ở Úc, Top 20 ở Anh, Thụy Sĩ và Top 40 ở Hà Lan. Tuy nhiên đĩa đơn này lại không được phát hành ở Mỹ.
Đây là một ca khúc nhạc sàn sôi động được sản xuất bởi Jermaine Dupri. "U-Turn" được sáng tác bởi Usher, Dupri và Brian Michael Cox, người đã đồng sáng tác cho bốn ca khúc trong 8701, bao gồm cả đĩa đơn nổi tiếng "U Got It Bad".

## Danh sách ca khúc
CD ở Anh (Phiên bản giới hạn, bao gồm một CD 4 ca khúc và một áp phích tặng kèm)
1. "U-Turn" (Album Version)
2. "U-Turn" (The Almighty Mix)
3. "U-Turn" (The Almighty Dub)
4. "U-Turn" (Video - Plus 'Behind The Scenes' Footage)

CD mở rộng ở châu Âu
1. U-Turn [Album Version] 3:12
2. U-Turn [The Almighty Mix] 7:22
3. U-Turn [The Almighty Dub] 7:24
4. U R The One 3:56
5. Video U-Turn 3:05

CD ở Đức
1. U-Turn (Album Version) 3:12
2. U-Turn (The Almighty Mix) 7:22

## Xếp hạng
| Bảng xếp hạng (2002)          | Vị trí cao nhất |
| ----------------------------- | --------------- |
| Úc (ARIA)                     | 7               |
| Đức (GfK)                     | 51              |
| Hà Lan (Single Top 100)       | 27              |
| Thụy Điển (Sverigetopplistan) | 51              |
| Thụy Sĩ (Schweizer Hitparade) | 22              |
| Anh Quốc (OCC)                | 16              |